# Oberlungwitz
Oberlungwitz ist eine Kleinstadt im Osten des Landkreises Zwickau in Sachsen, die als Zentrum der Strumpfindustrie an Bedeutung gewann. Der Sachsenring liegt zum Teil auf Oberlungwitzer Flur.

## Geografie

### Ortslage
Oberlungwitz befindet sich im Erzgebirgsbecken im Tal des Lungwitzbachs. Im Süden des Orts liegt das Landschaftsschutzgebiet „Hirschgrund“.
Eventuell befand sich auf dem heutigen Stadtgebiet auch die Wüstung Kirchberg.

### Nachbarorte
|           | Hohenstein-Ernstthal                        |          |
| Bernsdorf | Kompassrose, die auf Nachbargemeinden zeigt | Chemnitz |
| Gersdorf  | Lugau                                       |          |

Bezüglich der Gemarkungen grenzt Oberlungwitz im Norden an Hohenstein-Ernstthaler Ortsteile Hohenstein, Ernstthal und Wüstenbrand, im Osten an die Chemnitzer Stadtteile Grüna und Mittelbach im Süden an die Lugauer Ortsteile Ursprung und Erlbach, im Südwesten an die Gemeinde Gersdorf und im Westen an den Bernsdorfer Ortsteil Hermsdorf.

### Nachbargemeinden
|                                        | Stadt Hohenstein-Ernstthal im Landkreis Zwickau |                           |
| Gemeinde Zwickau im Landkreis Zwickau  | Kompassrose, die auf Nachbargemeinden zeigt     | kreisfreie Stadt Chemnitz |
| Gemeinde Gersdorf im Landkreis Zwickau | Stadt Lugau im Erzgebirgskreis                  |                           |

## Geschichte

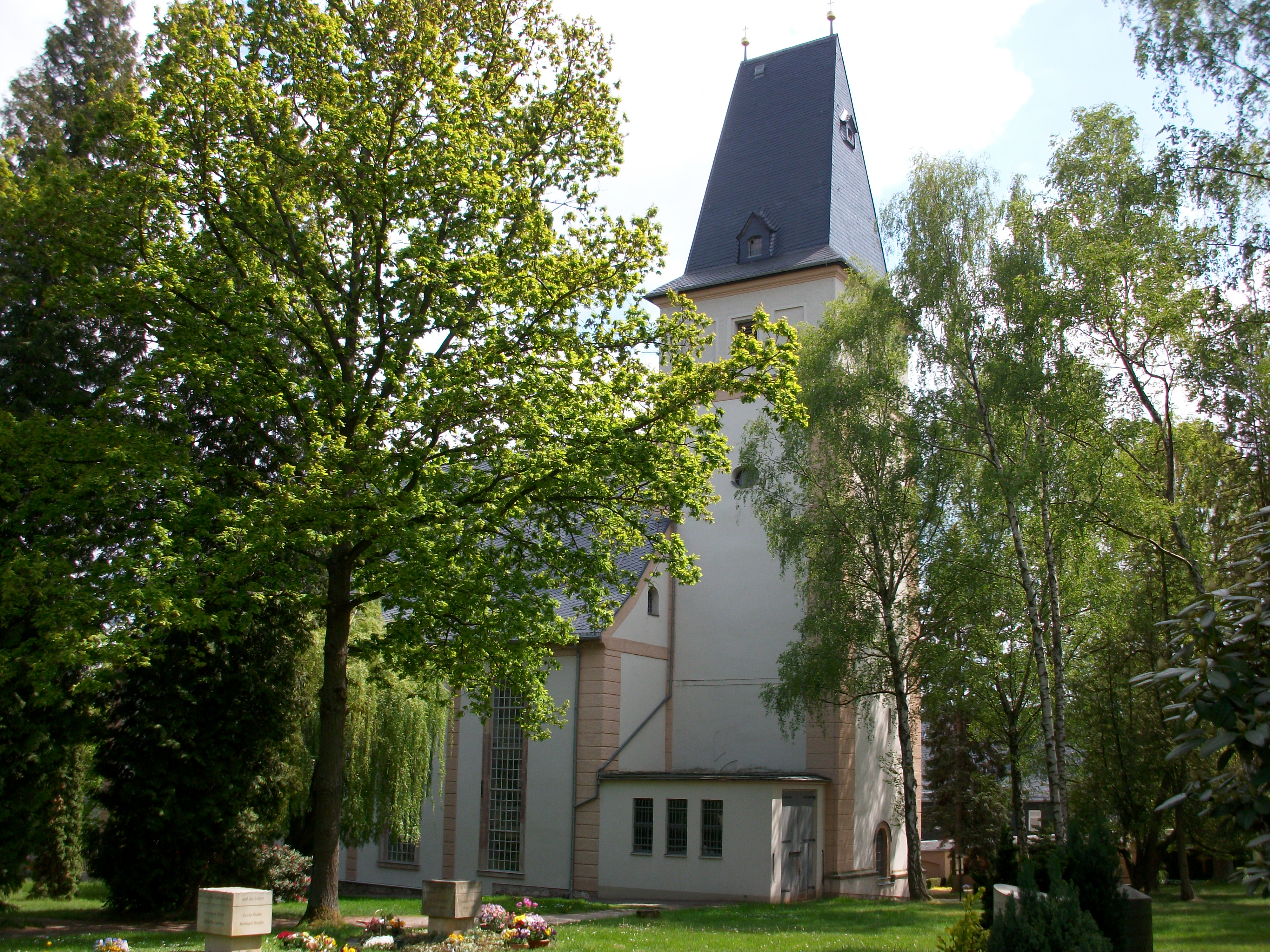
Kirche St. Martin (Oberlungwitz)

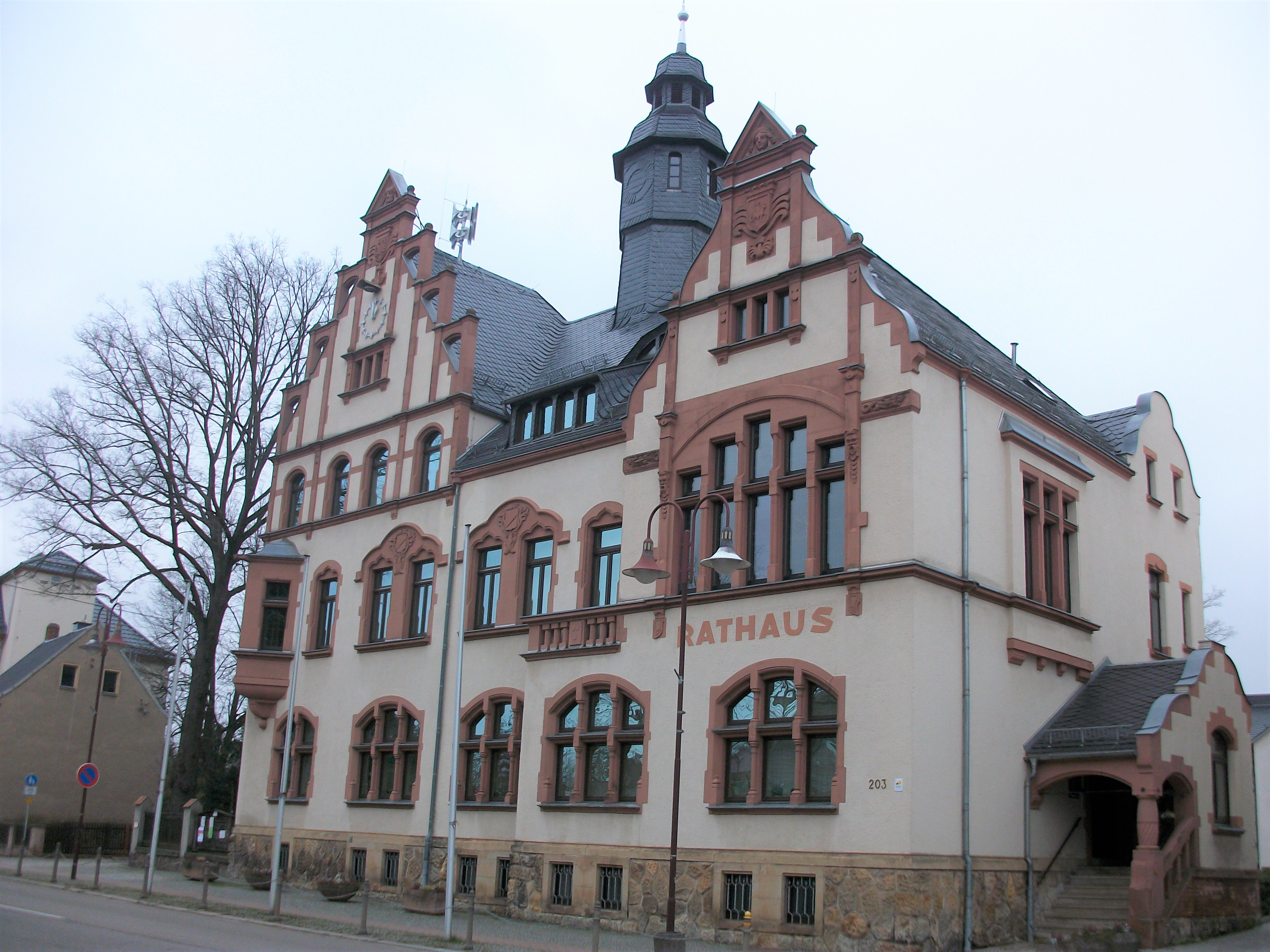
Rathaus Oberlungwitz

Oberlungwitz wurde 1273 unter der Bezeichnung „Lunckwitz“ im Zusammenhang mit der Abspaltung des Ortsteiles Abtei (auch: Abteilungwitz) von Lungwitz (auch: Langenlungwitz) nach dem Kloster Grünhain erstmals urkundlich erwähnt. Seit dem 1. Januar 1890 sind die späteren Gemeinden Oberlungwitz und Abtei wieder miteinander vereint.
Die ältesten Herren von Oberlungwitz waren die von Waldenburg, später folgten die Schönburger, welche 1592 auch Abtei erwarben. Dann zum Amt Lichtenstein gehörig, besaß Oberlungwitz schon vor der Reformation das Recht Bier zu brauen (die letzte Brauerei schloss 1955). Durch die starke industrielle Entwicklung, besonders durch die Textil- und Strumpfindustrie und dem Maschinenbau, und die damit verbundene Erhöhung der Einwohnerzahl (zu dieser Zeit 9584) erhielt Oberlungwitz am 22. Januar 1936 das Stadtrecht.
Der Dreißigjährige Krieg brachte Not und die Pest nach Oberlungwitz. Zwischen der Nutzung und Wüstenbrand fand zudem am 31. Mai 1640 ein Gefecht zwischen den Schweden und den Kaiserlichen statt. Oberlungwitz war nach Beendigung des Krieges nahezu in Schutt und Asche gelegt.

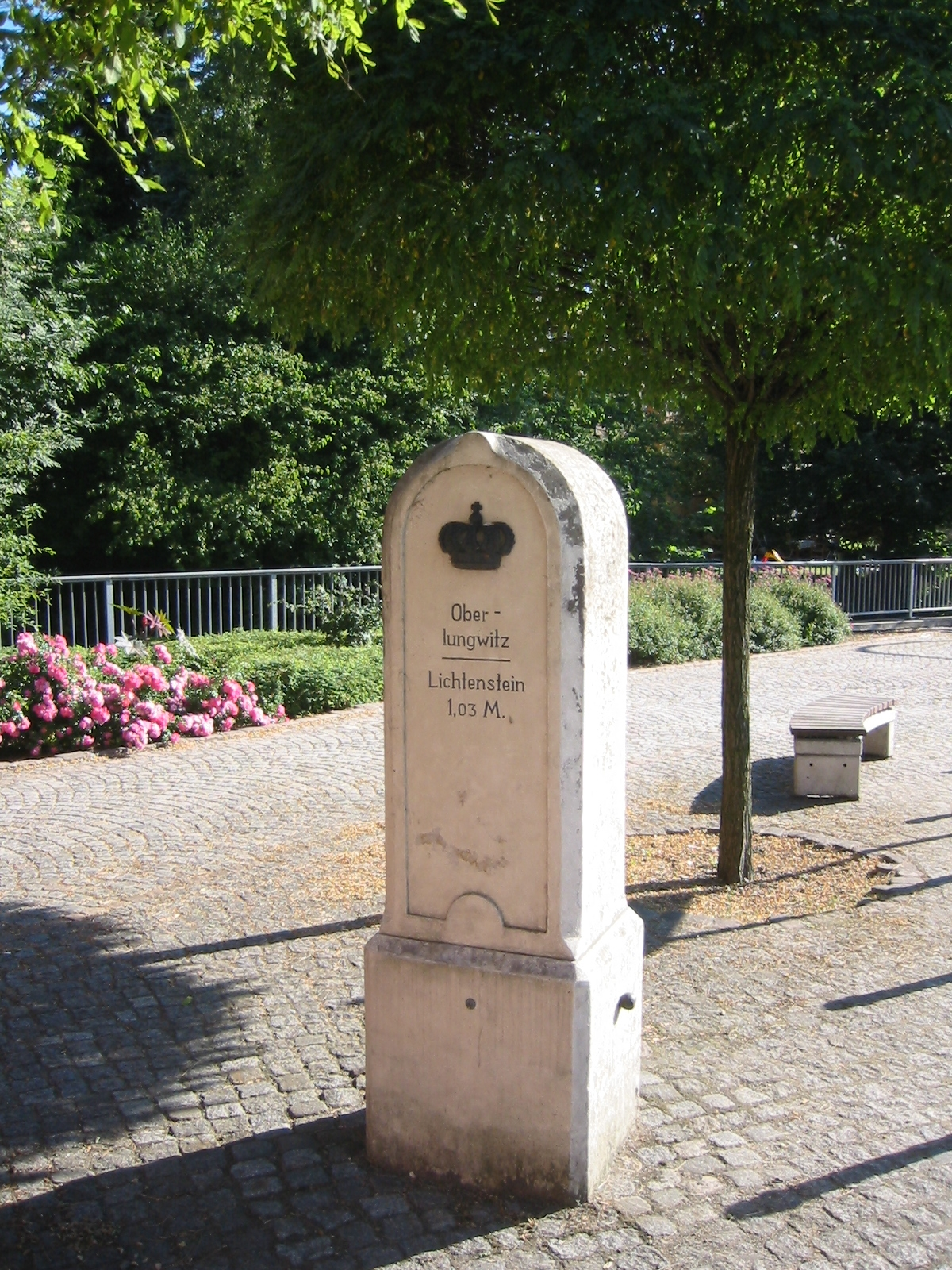
Postmeilenstein in Oberlungwitz

Seit 1683 führte durch Oberlungwitz eine Poststrecke, zunächst beritten, dann „fahrend“ via Postkutsche. Bergbau wurde in den Jahren zwischen 1826 und 1846 betrieben, hauptsächlich wurde Steinkohle abgebaut, beispielsweise im Philippschacht. Am 15. Juli 1843 eröffnete das von Fürst Viktor von Schönburg gestiftete Emma-Hospital. Im Jahr 1860 wurde die Freiwillige Turnerfeuerwehr gegründet, da in Oberlungwitz das Löschwesen nur sehr schwach ausgebildet war. Die erste Apotheke wurde am 13. Mai 1863 eröffnet und ist heute als Löwen-Apotheke bekannt.
Seit 1898 wurde Oberlungwitz allmählich an das Elektrizitätsnetz des am 2. Oktober desselben Jahres in Betrieb genommenen Elektrizitätswerkes angeschlossen, welches auch ab dem 16. Februar 1913 die Straßenbahn Hohenstein-Ernstthal–Oelsnitz mit Strom versorgte und bis 1964 Elektroenergie für Oberlungwitz und Umgebung erzeugte. Zwischen dem Gasthof Hirsch und dem Nikolai-Bahnhof in Chemnitz wurde am 5. April 1911 die erste Omnibus-Linie eröffnet, die sechs weitere Haltepunkte an der heutigen Bundesstraße 173 bediente.
Seit dem 5. März 1933 stand Oberlungwitz unter der Macht der NSDAP. Bürgermeister Riedel wurde durch Helmut Herrl (NSDAP) ersetzt. Den darauf folgenden Zweiten Weltkrieg überstand Oberlungwitz weitestgehend unbeschädigt. US-Truppen der 76th Infantry Division besetzten die Stadt am 14. April 1945. In der Villa des Textilfabrikanten Götze richtete Oberst George C. Clowes sein Stabsquartier ein. Im Zuge der Einlösung des Potsdamer Abkommens überließen die Amerikaner Oberlungwitz wenig später der sowjetischen Armee, wodurch Oberlungwitz 1949 zum Staatsgebiet der DDR gehörte.
Nach 1945 wurde die Industrie größtenteils enteignet und in Volkseigene Betriebe (VEB) umgewandelt. Das Handwerk schloss sich gezwungenermaßen in Produktionsgenossenschaften (PGH) zusammen. Bäuerliche Betriebe wurden der LPG unterstellt. An der Robert-Koch-Straße entstanden 1958 die sog. „Lehmhäuser“, 1962 die „Siedlung des Friedens“. Zwischen 1978 und 1983 entstanden Wohnblöcke in Plattenbauweise an der Robert-Koch-Straße.
Zum 1. Januar 1999 wurden Teile des Stadtgebietes zu der Stadt Hohenstein-Ernstthal eingemeindet.
Am 6. November 2011 wurde ein von der Bürgerinitiative Für eine gemeinsame Stadt initiierter Bürgerentscheid zur Frage, ob Oberlungwitz freiwillig mit Hohenstein-Ernstthal zur Stadt Sachsenring fusionieren soll, durchgeführt. Der Gemeindezusammenschluss wurde von 55 % der Wähler abgelehnt.

### Ehemaliger Ort Abtei Oberlungwitz

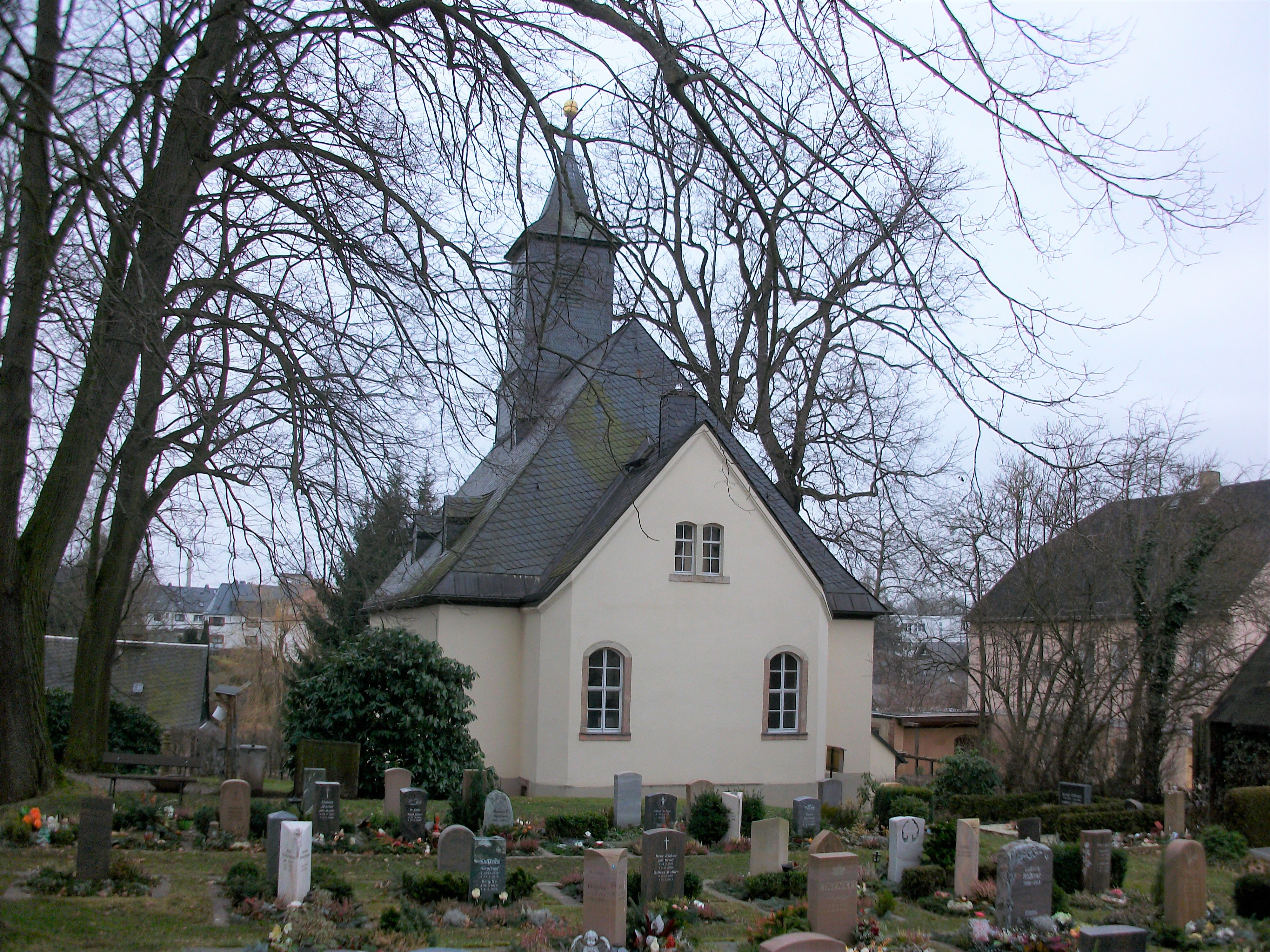
Abteikirche Oberlungwitz

Jahrhundertelang war „Abtei“ ein eigener Ort, der zwischen (Ober)lungwitz und Erlbach lag, also südöstlich von (Ober)lungwitz.
Andere gebräuchliche Bezeichnungen/Schreibweisen waren z. B. Abtey, Abteilungwitz oder Abteioberlungwitz.
Oberlungwitz wurde 1273 unter der Bezeichnung „Lunckwitz“ im Zusammenhang mit der Abspaltung des Ortsteiles Abtei (auch: Abteilungwitz) von Lungwitz (auch: Langenlungwitz) nach dem Kloster Grünhain erstmals urkundlich erwähnt.
Am 20. März 1592 kaufen die Herren von Schönburg Abteioberlungwitz zusammen mit dem Vorwerk Zschocken und Teilen von Oelsnitz dem Kloster Grünhain ab. Abteioberlungwitz gehört dann zur Herrschaft Remse, die kursächsisches Lehen der Herren von Schönburg ist seit dem 9. Oktober 1543. Diese Herrschaft mit Abteioberlungwitz ist im Besitz der Linie Schönburg-Hinterglauchau.
Die Karte der Schönburgischen Herrschaften, die nach 1750 von der Witwe des Verlegers und Kupferstechers Johann George Schreiber in Leipzig herausgegeben wurde verzeichnet „Abtey“ südöstlich von Oberlunckwitz und weist Abtey der schönburgischen Herrschaft Remse zu.
Am 12. Januar 1793 verkauft Carl Heinrich von Schönburg-Hinterglauchau die Herrschaft Remse mit Abteioberlungwitz an den Freiherrn Christian Friedrich von Gregory. 1797 kauft Otto Carl Friedrich von Schönburg-Waldenburg die Herrschaft Remse für die Schönburger zurück.
1830 gründeten die Schönburger die „Marienstiftung“, die sich um Waisenkinder kümmert. 1832 gründeten sie die „Henriettenstiftung“, die Begräbniskosten für Familienangehörige von Kranken und Armen übernimmt. Beide Stiftungen sind in Abteioberlungwitz und anderen Orten der schönburgischen Herrschaften Waldenburg, Lichtenstein und Remse tätig.
Mit der Eröffnung des Abschnitts Chemnitz–Zwickau der Bahnstrecke Dresden–Werdau wurde am 15. November 1858 der Bahnhof Hohenstein-Ernstthal für den Verkehr freigegeben. Anfangs gehörte der Bahnhof jedoch weder zu Hohenstein noch zu Ernstthal, sondern zu Abtei Oberlungwitz. Das Bahnhofsgrundstück wurde später von Hohenstein abgekauft.
Seit dem 1. Januar 1890 sind die späteren Gemeinden Oberlungwitz und Abtei wieder miteinander vereint.

### Einwohnerentwicklung
Am 3. Oktober 1990 zählte Oberlungwitz 7787 Einwohner. Folgende Einwohnerzahlen beziehen sich auf den 31. Dezember des voranstehenden Jahres:
| 1998 bis 2002 - 1998 – 7352 - 1999 – 7266 - 2000 – 7165 - 2001 – 7037 - 2002 – 7008 | 2003 bis 2007 - 2003 – 6901 - 2004 – 6787 - 2005 – 6650 - 2006 – 6596 - 2007 – 6627 | 2008 bis 2018 - 2008 – 6553 - 2012 – 6059 - 2013 – 6011 - 2014 – 5978 - 2018 – 5881 | ab 2019 - 2019 – 5864 |

 Quelle: Statistisches Landesamt des Freistaates Sachsen

### Industriegeschichte
Die Geschichte von Oberlungwitz ist geprägt von der Entwicklung der Stadt zu einem der weltweit wichtigsten Standorte der Strumpf- und Strumpfmaschinenindustrie im 19. und 20. Jahrhundert. Das enge Zusammenwirken zwischen der Strumpfindustrie und dem Maschinenbau am Ort schuf beste Voraussetzungen für die Entwicklung und Perfektion der Herstellung von Strümpfen. Feinstgewirkte Strümpfe und die zu deren industrieller Produktion erforderlichen Cottonmaschinen aus Oberlungwitz genossen in den ersten Jahrzehnten des 20. Jahrhunderts Weltruf. Fünf Maschinenfabriken aus Chemnitz, Hohenstein-Ernstthal und Oberlungwitz teilten sich 75 % der Weltproduktion von Cottonmaschinen.

#### Anfänge: Entwicklung 1741–1830
Als Begründer der Strumpfindustrie in Oberlungwitz gilt der Strumpfwirker Samuel Uhlig. Er setzte im Jahr 1731 erstmals einen Handkulierstuhl zur Strumpfherstellung ein. Gewerbsmäßig betrieb Ehrenfried Fischer die Strumpfwirkerei ab 1741.

#### Blüte
Ihre Blütezeit hatte die Oberlungwitzer Strumpf- und Strumpfmaschinenindustrie in den Jahren um 1830. Bereits damals galt Oberlungwitz als einer der wichtigsten Industriestandorte der Strumpfindustrie. Ihren Erfolg verdankte diese unter anderem zahlreichen maschinenbaulichen Erfindungen und Weiterentwicklungen, die es ermöglichten, die Produktion von sehr fein gewirkten Strümpfen zu rationalisieren. Diese Entwicklung lief über Rundstühle, Paget-Maschinen, Rundstrickmaschinen und Cottonmaschinen. Die Produktpalette in Oberlungwitz wurde ab 1842 neben der Herstellung von Strümpfen auf die Herstellung von Trikotagen und Handschuhen ausgeweitet. Eine Buchdruckerei gab es ab 1889 im Ort, ab 1893 eine Diamantschwarzfärberei.

#### Die Entwicklung der Cottonmaschine
Der Schlosser Friedrich Wilhelm Lieberknecht kam 1830 auf der Wanderschaft nach Oberlungwitz, ließ sich hier nieder und produzierte Rundstühle. Seine Söhne hatten mit Paget-Maschinen großen Erfolg. Sein Enkel Richard Lieberknecht entwickelte zusammen mit seinen Mitarbeitern die Cottonmachine bis zur KALIO-Komplettmaschine. Diese Komplettmaschine ermöglichte es, den ganzen Strumpf mit Ferse, Doppelrand und voll ausgeformt in einem Arbeitsgang zu wirken und war weltweit begehrt. Auf ihr konnten feinste Seidenstrümpfe mit einer Maschendichte von bis zu 66 Maschen auf 38,1 mm produziert werden. Dies setzte höchste Präzision und Zuverlässigkeit voraus.

#### Steppdeckenfabrik Arthur Junghannß
Arthur Junghannß gab vor, während und nach dem Zweiten Weltkrieg vielen Menschen Arbeit. Er arbeitete sich von der Pike zu einem angesehenen Fabrikanten empor, hielt seinen Betrieb viele Jahrzehnte aufrecht und wurde Mitte der 1970er Jahre von den Kommunisten enteignet; der Betrieb wurde verstaatlicht. Junghannß verkraftete das nicht und starb nach einem Schlaganfall Juni 1978.

#### Weltkriege und Zwischenkriegszeit

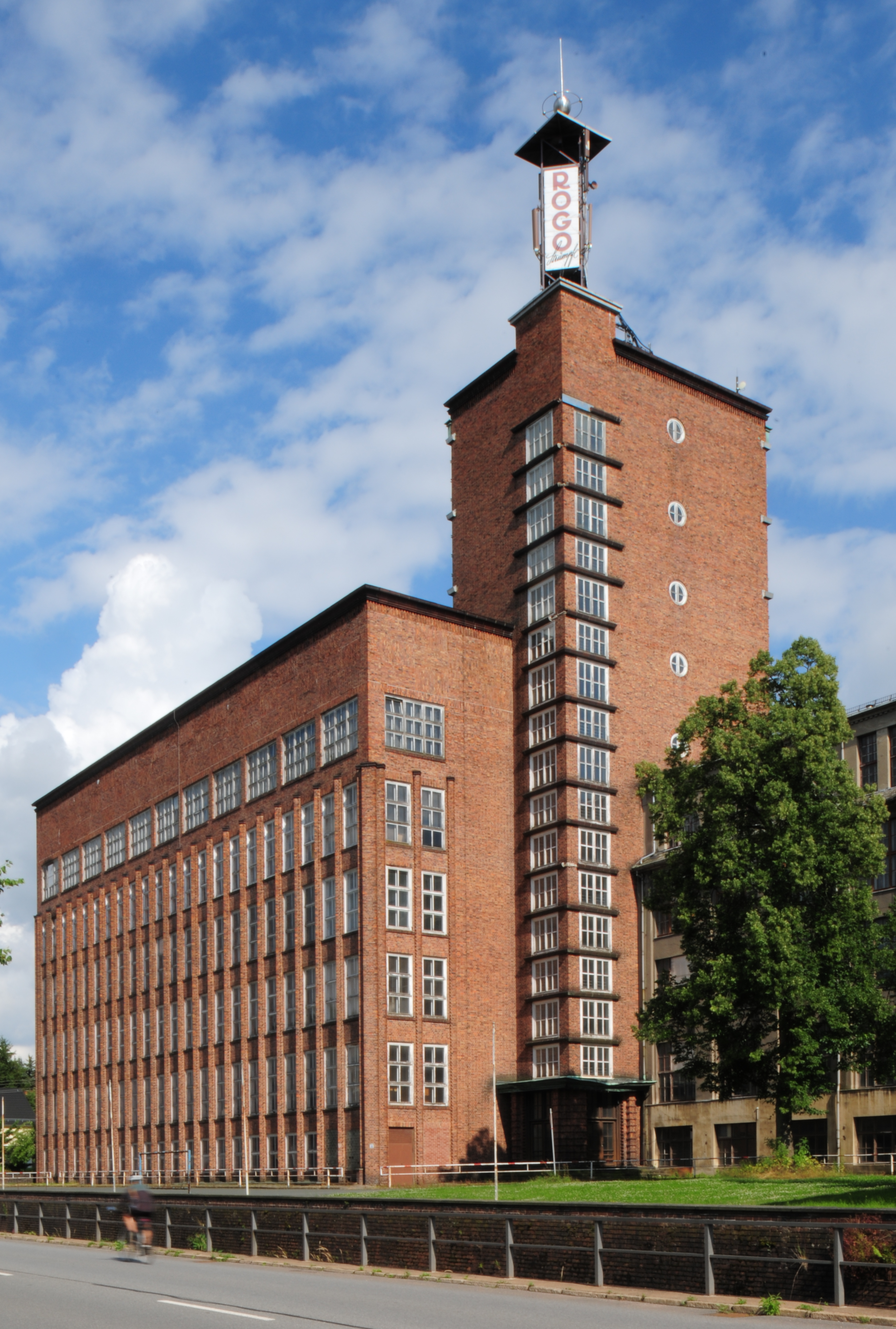
Strumpffabrik Oberlungwitz

Die Rezession im Ersten Weltkrieg verursachte einen Rückgang der Produktion in der Strumpfindustrie, der jedoch in den Folgejahren wieder überwunden wurde. Danach setzte allerdings als Folge der inzwischen im Ausland gegründeten Strumpfindustrien ein spürbarer Rückgang um fast ein Drittel ein. Durch Hitlers Machtübernahme kamen dann viele, besonders kleine, Betriebe in Schwierigkeiten. Sie hatten ihren Export hauptsächlich über jüdische Großhändler abgewickelt, die nun nicht weiter aus Deutschland beziehen wollten. Laut der Statistik des Deutschen Reiches waren 1928 in Sachsen 870 Strumpfwirkereien mit 57073 berufsgenossenschaftlich versicherten Beschäftigten erfasst, und es wurden 35 Millionen Dutzend Paar Strümpfe hergestellt.
Das bekannteste und wichtigste Unternehmen in Oberlungwitz war ELBEO, gegründet von Louis Bahner und 1914 bis 1945 von seinen drei Söhnen Johannes, Ernst und Karl geführt. Vor Beginn des Zweiten Weltkrieges war ELBEO mit 2800 Beschäftigten die größte deutsche Strumpffabrik. Nach dem Krieg baute Ernst Bahner die Firma ELBEO 1946 in Augsburg wieder auf. Herman Bahner, der mit seiner Familie erst 1948 in den Westen gekommen war, kümmerte sich um die Niederlassung in Mannheim und Johannes Bahner später in Kiel. Karl Bahner ließ sich mit seiner Familie in Lauingen nieder und fertigte Stümpfe unter der Marke „Bi“. Bedeutend waren auch Friedrich Tauscher, FTO, die Firma Günther und Robert Götze, ROGO, dessen Vorläufer bereits seit 1864 Strümpfe in Oberlungwitz hergestellt hatten. Die Familie E. Fischer stellte feinste Trikotagen her, insbesondere modische Badeanzüge der Marke „Goldfisch“, die nach dem Krieg in Argentinien (Buenos Aires) fortgeführt wurde.
Die Oberlungwitzer Strumpfindustrie war stark von der Weltwirtschaftskrise betroffen; die Arbeitslosigkeit stieg an. Mit dem Ausbruch des Zweiten Weltkrieges entfielen für die Oberlungwitzer Industrie die wichtigsten Exportmärkte, zum Beispiel in den USA, Großbritannien und Frankreich, die eine entscheidende Grundlage für den Absatz dargestellt hatten. Unter nationalsozialistischer Herrschaft musste der Maschinenpark nahezu aller Fabriken auf Rüstungszwecke umgestellt werden.

#### Nachkriegszeit

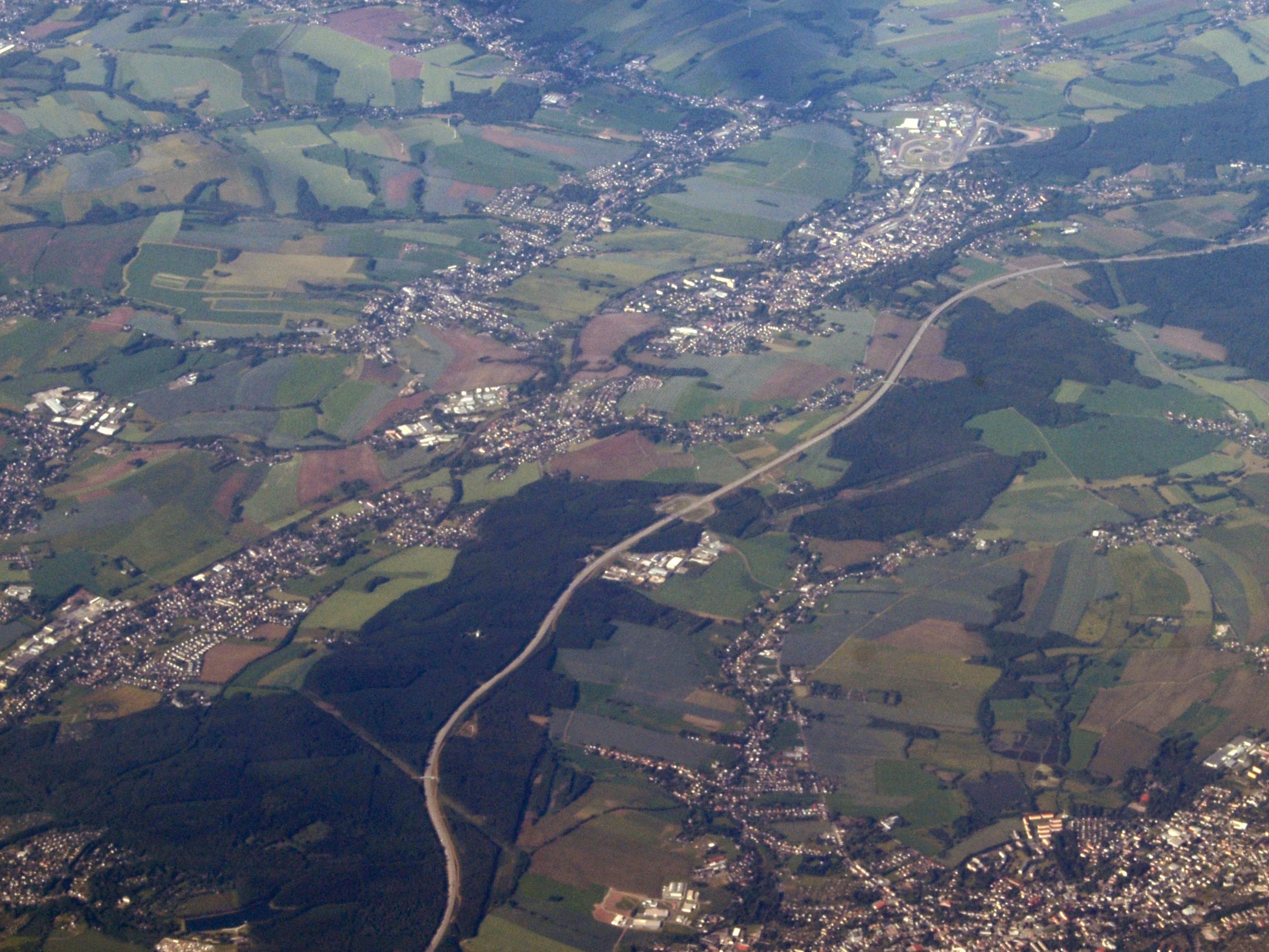
Luftbild aus nordöstlicher Richtung (2012): Parallel zur Diagonale verlaufen von unten nach oben die Städte Hohenstein-Ernstthal und Oberlungwitz.

Nach Ende des Zweiten Weltkrieges wurde ein Teil des Maschinenparks der Oberlungwitzer Strumpfmaschinenindustrie auf Anordnung der sowjetischen Besatzungsmacht als Reparationen demontiert und in die Sowjetunion abtransportiert. Die Betriebsgebäude der Maschinenfabrik KALIO (früher Karl Lieberknecht KG) wurden noch bis 1992 von der sowjetischen, später der russischen Armee als Reparaturwerkstatt für Panzer genutzt. Einige der Oberlungwitzer Unternehmerfamilien hatten nach dem Krieg ihre Produktionsstandorte in die amerikanische Besatzungszone verlagert. Andere Familien gerieten in Gefangenschaft und sind in sowjetischen Lagern verstorben.
Als wichtigstes Nachkriegsunternehmen entstand am 1. Januar 1953 der VEB Feinstrumpfwerke Oberlungwitz, der zwischen 1970 und 1982 den Vereinigten Feinstrumpfwerken Thalheim angeschlossen war. Seit 1992 firmiert das Unternehmen unter den Namen ROGO-Strumpfwerke GmbH.
Auch war Oberlungwitz Sitz des DDR-Sportartikelherstellers Sporett.

## Politik

### Stadtrat
Seit der Stadtratswahl am 9. Juni 2024 verteilen sich die 17 Sitze des Stadtrates folgendermaßen auf die einzelnen Gruppierungen:
| Sitzverteilung im Oberlungwitzer Stadtrat 2024Insgesamt 17 Sitze - Linke: 2 - SPD: 2 - FDP: 3 - CDU: 6 - AfD: 4 Die AfD kann einen Sitz nicht besetzen. Der Stadtrat verkleinert sich entsprechend. | Liste             | 2024   | 2024   | 2019   | 2019   | 2014   | 2014   |
| Sitzverteilung im Oberlungwitzer Stadtrat 2024Insgesamt 17 Sitze - Linke: 2 - SPD: 2 - FDP: 3 - CDU: 6 - AfD: 4 Die AfD kann einen Sitz nicht besetzen. Der Stadtrat verkleinert sich entsprechend. | Liste             | Sitze  | in %   | Sitze  | in %   | Sitze  | in %   |
| Sitzverteilung im Oberlungwitzer Stadtrat 2024Insgesamt 17 Sitze - Linke: 2 - SPD: 2 - FDP: 3 - CDU: 6 - AfD: 4 Die AfD kann einen Sitz nicht besetzen. Der Stadtrat verkleinert sich entsprechend. | CDU               | 6      | 35,0   | 6      | 31,7   | 9      | 45,4   |
| Sitzverteilung im Oberlungwitzer Stadtrat 2024Insgesamt 17 Sitze - Linke: 2 - SPD: 2 - FDP: 3 - CDU: 6 - AfD: 4 Die AfD kann einen Sitz nicht besetzen. Der Stadtrat verkleinert sich entsprechend. | AfD               | 4      | 30,3   | 2      | 18,4   | –      | –      |
| Sitzverteilung im Oberlungwitzer Stadtrat 2024Insgesamt 17 Sitze - Linke: 2 - SPD: 2 - FDP: 3 - CDU: 6 - AfD: 4 Die AfD kann einen Sitz nicht besetzen. Der Stadtrat verkleinert sich entsprechend. | FDP               | 3      | 16,3   | 5      | 28,8   | 4      | 22,2   |
| Sitzverteilung im Oberlungwitzer Stadtrat 2024Insgesamt 17 Sitze - Linke: 2 - SPD: 2 - FDP: 3 - CDU: 6 - AfD: 4 Die AfD kann einen Sitz nicht besetzen. Der Stadtrat verkleinert sich entsprechend. | SPD               | 2      | 9,4    | 1      | 6,2    | –      | –      |
| Sitzverteilung im Oberlungwitzer Stadtrat 2024Insgesamt 17 Sitze - Linke: 2 - SPD: 2 - FDP: 3 - CDU: 6 - AfD: 4 Die AfD kann einen Sitz nicht besetzen. Der Stadtrat verkleinert sich entsprechend. | Linke             | 2      | 9,1    | 3      | 14,9   | 3      | 19,5   |
| Sitzverteilung im Oberlungwitzer Stadtrat 2024Insgesamt 17 Sitze - Linke: 2 - SPD: 2 - FDP: 3 - CDU: 6 - AfD: 4 Die AfD kann einen Sitz nicht besetzen. Der Stadtrat verkleinert sich entsprechend. | Unabhängige Liste | –      | –      | –      | –      | 1      | 9,4    |
| Sitzverteilung im Oberlungwitzer Stadtrat 2024Insgesamt 17 Sitze - Linke: 2 - SPD: 2 - FDP: 3 - CDU: 6 - AfD: 4 Die AfD kann einen Sitz nicht besetzen. Der Stadtrat verkleinert sich entsprechend. | NPD               | –      | –      | –      | –      | –      | 3,5    |
| Sitzverteilung im Oberlungwitzer Stadtrat 2024Insgesamt 17 Sitze - Linke: 2 - SPD: 2 - FDP: 3 - CDU: 6 - AfD: 4 Die AfD kann einen Sitz nicht besetzen. Der Stadtrat verkleinert sich entsprechend. | Wahlbeteiligung   | 69,2 % | 69,2 % | 63,3 % | 63,3 % | 48,2 % | 48,2 % |

### Bürgermeister
Amtierender Bürgermeister ist Thomas Hetzel (parteilos).
| Wahl | Bürgermeister    | Vorschlag | Wahlergebnis (in %) |
| ---- | ---------------- | --------- | ------------------- |
| 2022 | Thomas Hetzel    | FDP       | 98,2                |
| 2015 | Thomas Hetzel    | FDP       | 62,7                |
| 2008 | Steffen Schubert | CDU       | 79,9                |
| 2001 | Steffen Schubert | CDU       | 79,1                |

### Gemeindepartnerschaften
Seit Oktober 1992 bestand eine Partnerschaft mit der inzwischen aufgelösten pfälzischen Verbandsgemeinde Dudenhofen.

### Wappen

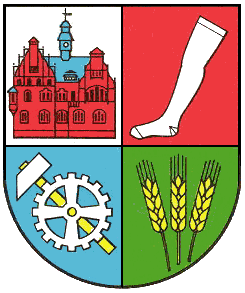
Ehem. Wappen

Der Stadtheilige von Oberlungwitz, St. Martin, wurde von jeher auf dem Siegel des Ortes verwandt. Nach 1945 war die Stadt ohne offizielles Wappen, seit den 1980er Jahren zeigte das rechtsunverbindliche, aus vier Feldern bestehende Signet im ersten Feld ein rotes Rathaus. Mit der politischen Wende erschien die Revision unvermeidlich. Das heutige unheraldisch anmutende Stadtwappen wird seit 1992 offiziell verwendet und zeigt, geteilt zwischen den grün–weiß–roten Flanken, in der oberen Hälfte auf grünem Grund den Heiligen St. Martin auf einem Pferd, zu seinen Füßen einen Bettler, mit dem er seinen roten Mantel teilt. Auf der unteren Hälfte steht auf rotem Grund das Gotteslamm mit einer weißen Kreuzfahne und grünem lateinischen Kreuz.

## Sport
In den frühen Jahren der DDR gehörte die Handball-Mannschaft der Frauen aus Oberlungwitz zur Spitzengruppe dieses Sports in der DDR. Sie wurde 1955 DDR-Vizemeister und Pokalzweiter im Feldhandball. 1956 belegten die Oberlungwitzer Damnen Platz 3 in der Oberliga im Hallenhandball. Bis 1961 gehörten sie der höchsten Spielklasse an.

## Verkehr
Durch Oberlungwitz verlaufen die B 173 in Ost-West-Richtung und die B 180 in Nord-Süd-Richtung. Die nächstgelegenen Bahnhöfe sind Hohenstein-Ernstthal und Wüstenbrand an der Strecke Dresden–Werdau. Diese tangiert Oberlungwitz nördlich. Im Tal des Goldbachs fuhr zwischen 1913 und 1960 die Straßenbahn Hohenstein-Ernstthal–Oelsnitz. Westlich von Oberlungwitz befanden sich die Haltestellen Goldbach-Restaurant, Weiche 1 (Betriebsstelle), Fabrik Flechsig und Lungwitzbachbrücke.

## Sehenswürdigkeiten
- die Kirche des Ortsteils Abtei wurde in den Jahren 1747 und 1748 errichtet

## Persönlichkeiten
- Emil Hugo Tippmar (1885–1954), Textilunternehmer in der Schweiz
- Dietrich Bahner senior (1913–1987), Unternehmer und Politiker
- Friedrich Bahner (1913–1978), Internist und Hochschullehrer
- Kurt Abendroth (* 1921), Politiker (DBD) und LPG-Vorsitzender
- Werner Arnold (1931–2025), Gewichtheber
- Günter Gruner (1931–2024), Architekt
- Günther Wieland (1931–2004), Generalstaatsanwalt der DDR
- Klaus Hennig (* 1936), Physiker
- Eberhard Schulze (* 1940), Agrarwissenschaftler
- Klaus Sommer (1943–2000), Schlagersänger
- Gerd Herold (* 1945), Internist und Arbeitsmediziner
- Arthur Heinrich Schulze (* 1945), Puppenspieler
- Reinhart Siegert (* 1945), Literaturhistoriker